# Кепе, Рамонс
Рамонс Кепе (латыш. Ramons Kepe; 7 октября 1932 — 22 октября 2013) — советский и латвийский актёр, артист оперетты, заслуженный артист Латвийской ССР (1986).

## Биография
Рамонс Кепе родился 7 октября 1932 года в Риге. В 1955 году окончил театральный факультет Латвийскую государственную консерваторию. В 1955—1995 годах был солистом Рижского государственного театра оперетты (в 1996 году театр был закрыт). За сорок лет актёрской карьеры сыграл 111 ролей классического и современного репертуара.
Умер 22 октября 2013 года, похоронен на Лесном кладбище (Рига).

### Семья
- Жена — актриса музыкального Латвийского Национального театра и певица Лилия Сниедзе (Lilija Sniedze, род. 1922), дочь актрисы Национального театра Эммы Эзериня (Emma Ezeriņa; 1903—1963).
- Дочь — Ева, солистка Национальной оперы.
- Сын — Вилни, банкир, был пловцом, входил в сборную СССР по плаванию.

## Награды
- Заслуженный артист Латвийской ССР (1986).

## Творчество

### Работы в театре
- «Веселая вдова»
- «Сильва»
- «Марица»
- «Вестсайдская история»

### Фильмография
1. 1957 — Наурис (латыш. Nauris; Рижская киностудия) — эпизод
2. 1961 — Друг песни (Laulu sõber; Таллинфильм) — Канарбик, студент-практикант
3. 1968 — За поворотом — поворот (латыш. Ceļa zīmes; Рижская киностудия) — эпизод
4. 1973 — Цыплят по осени считают (латыш. Cāļus skaita rudenī; Рижская киностудия) — эпизод
5. 1974 — Нападение на тайную полицию (латыш. Uzbrukums slepenpolicijai; Рижская киностудия) — эпизод
6. 1982 — Блюз под дождём (латыш. Lietus blūzs; Рижская киностудия)